# Cordia calocoma
Cordia calocoma là loài thực vật có hoa trong họ Mồ hôi. Loài này được Miq. mô tả khoa học đầu tiên năm 1858.